# 自由シリア軍

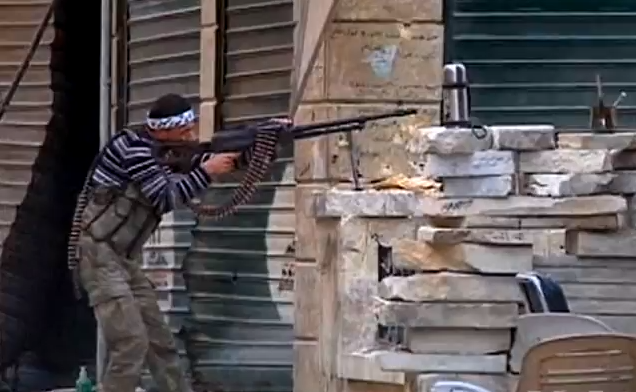
アレッポにて戦闘中の兵士

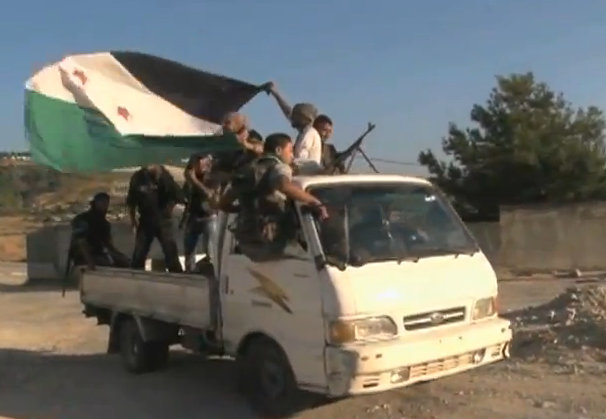
自由シリア軍が使用しているトラック

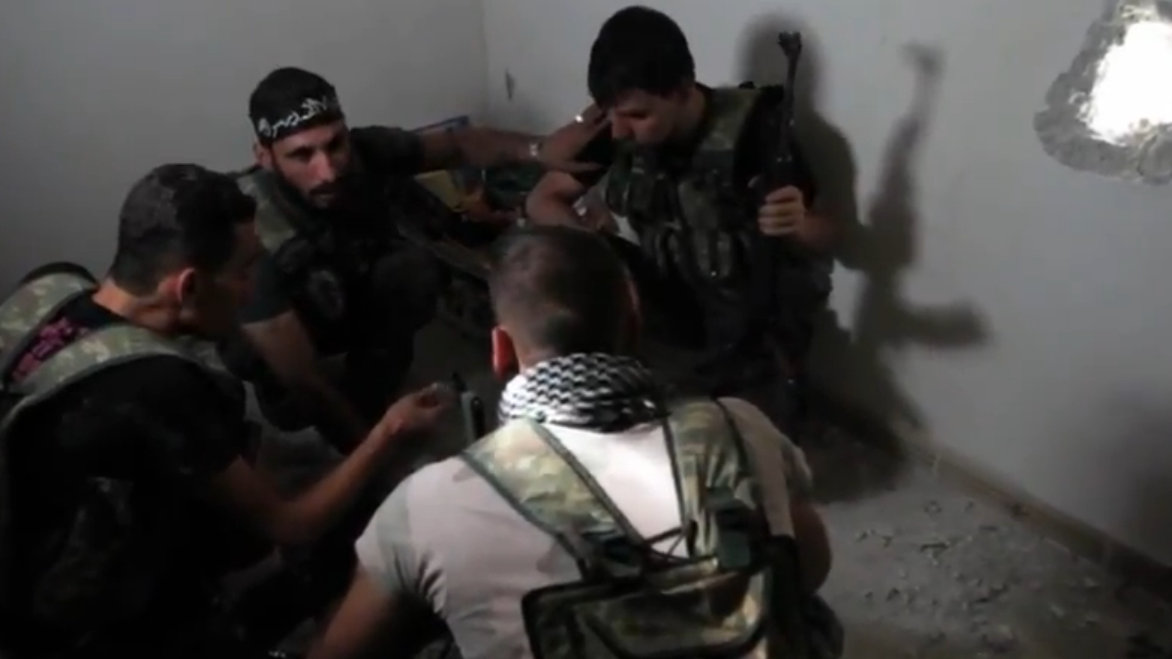
アレッポの戦い (2012-2016)において、作戦を練っている自由シリア軍の兵士

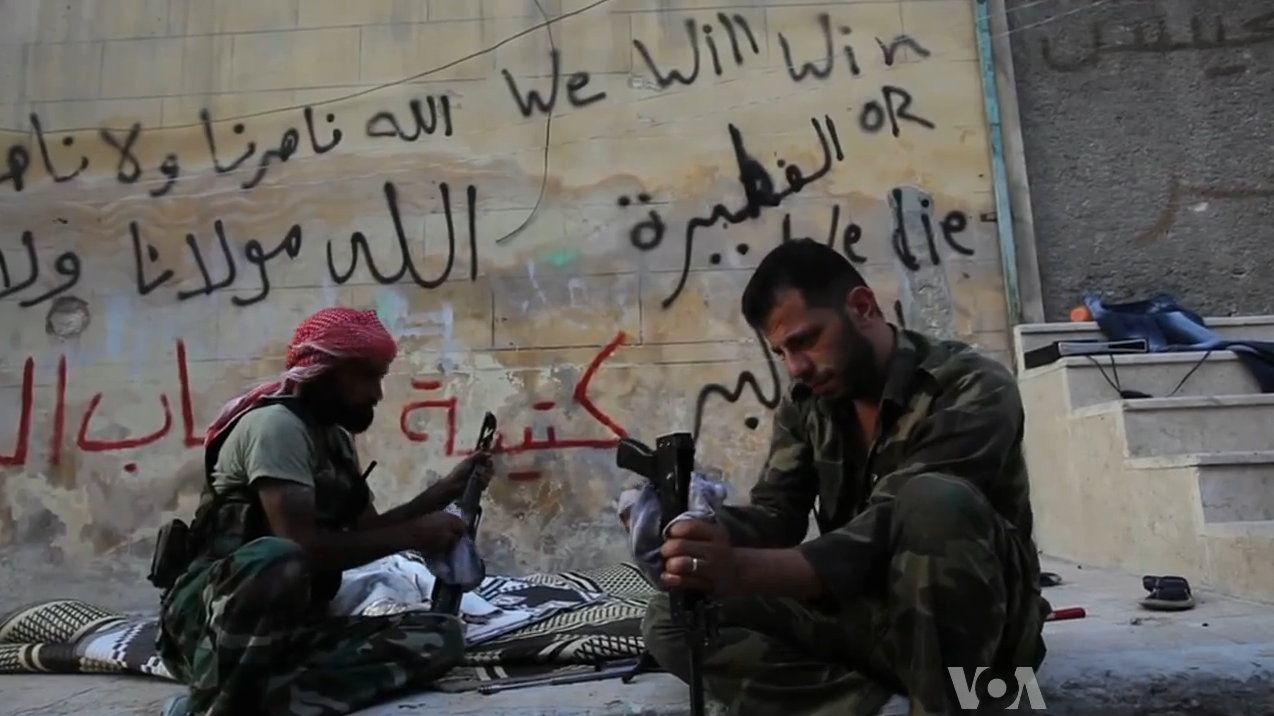
AK-47の手入れをしている自由シリア軍の兵士

自由シリア軍（じゆうシリアぐん、アラビア語: الجيش السوري الحر ; 英語: Free Syrian Army, 略称:FSA）は、シリア内戦で活動する反政府武装勢力の一つ。

## 概要
シリアの反体制派では代表的な組織の一つ。2011年7月29日にシリア軍を離反したリヤード・アル＝アスアド大佐が設立したとされ、翌2012年シリア国民評議会の下部組織である軍事事務所の監督下に入る見込みだった。一元的な指揮系統は存在せず「司令部」が乱立しており、2017年時点で約100の組織が割拠している。2013年時点で弱体化が進んでおり、自由シリア軍にアサド政権を倒せる見込みはないと見られていた。
だが、2024年12月に反体制派がシリア内戦に勝利し、アサド政権が崩壊した。

## 経過
2011年に始まったシリア国内の争乱の過程で、同年7月にリヤード・アル=アスアド大佐率いる政府軍の一部が離反し結成。翌8月にはフセイン・ハルムーシュ大佐率いる自由将校旅団と合流した。さらに後にアサド政権に反目するスンニ派の勢力も取り込み、戦闘員は数万人規模に成長。各地で武装闘争を開始した。自由シリア軍と政府軍の衝突は、各地で暴力の応酬を本格化させた。
2012年7月16日、「ダマスカスの火山とシリアの地震」と命名した総攻撃作戦を開始、イラクやトルコとの国境検問所等を襲撃、イラク国境沿いの検問所は全て占拠した。2日後の18日には首都ダマスカスの治安司令本部に爆弾攻撃をしかけ国防相・副国防相ら3人を殺害している。
2012年7月以降、シリア第二の都市アレッポに展開し、激しい市街地戦を引き起こした。
自由シリア軍は当初から司令部が乱立して統制を失い、2012年夏過ぎには士気・規律の低下により人心の離反を招いた。大同団結のために、2011年9月にはシリア国民評議会、2012年末にはシリア国民連合が結成されたが、いずれも失敗に終わっている。そのため比較的士気が高いイスラム過激派に反体制派の主導権を奪われてしまった。
2012年9月22日、最高司令官アル=アスアドは、軍司令本部を隣国のトルコからシリア国内（場所は伏せられたまま）に移動したと発表。
2012年11月、自由シリア軍がラース・アル＝アインを制圧。しかしクルド人・キリスト教徒が多数を占める同市ではスンニ派アラブ人が主流の自由シリア軍に対する反発が高まり、民衆と自由シリア軍が衝突する事態となった。一方クルド人民防衛隊（YPG）が「クルド人防衛」を名目としてラース・アル＝アインに侵攻し、自由シリア軍と交戦。2月末、停戦合意が交わされ、町の南地区をYPGが、北地区を自由シリア軍が支配する事となった。
2012年12月、アメリカはヌスラ戦線をテロ組織に認定したが、自由シリア軍のような反体制派がヌスラ戦線の様なイスラム過激派と共闘していることが広く知られるようになると、欧米諸国は過激派を支援していないことを強調するために、2013年3月ごろから自由シリア軍ではなく「穏健な反体制派」という言葉を使うようになった。自由シリア軍は2013年末に最高意思決定機関とみられていた「最高軍事評議会」がシリア国内に拠点を失い、2014年9月には国民連合から解散を命じられた。この結果、自由シリア軍は国外からの支援のイニシアティヴを失った。
2015年2月、政治学者のベラ・ミロノバはForeign Affairsに掲載した論文で「自由シリア軍に参加した者の多くは、既に自由シリア軍を後にし、イスラム国やヌスラ戦線などのジハード主義集団に身を投じている。」と主張した。
2015年4月、自由シリア軍はヌスラ戦線などの戦線と協力して北部シリアにおいて反攻を行った。
2015年6月の報道によれば、自由シリア軍は2014年以降のISILとの戦闘によってほぼ壊滅状態にあり、自由シリア軍の残党はイスラム主義反体制勢力の征服軍などに参加してダマスカス南部の攻撃に加わったと伝えられた。
2015年12月、アメリカのシンクタンク（en:Institute for the Study of War）によれば、自由シリア軍はなおシリア北西部のアレッポやハマに展開しており、最大であり最も世俗的な反体制勢力としてアサド政権と戦闘を行っているとされる。しかし、2015年9月30日以降のロシアによる空爆の標的ともなっている。
トルコのシンクタンクの推定によれば、 自由シリア軍は35,000人の兵士を有している。自由シリア軍は27の比較的大きな組織（各1000人ほどの兵士がいる）とより小さな組織で構成されている。
自由シリア軍はヌールッディーン・ザンキー運動、スルターン・ムラード師団、第13師団、ムジャーヒディーン軍など、複数の組織が個別に自称しているに過ぎないとの主張もある。
2019年10月9日、トルコ軍はクルド人勢力の掃討を目的にシリアに武力侵攻（トルコ軍によるシリア侵攻 (2019年)）。トルコ国防軍側の発表では、自由シリア軍はトルコ軍とともにユーフラテス川東部に侵攻したとしている。
2024年11月27日、シリア人権監視団の発表より、大規模な攻撃を開始した。政府関連施設、空港を含む北部アレッポの大部分を掌握したとした。同年12月7日に首都ダマスカスを制圧したと主張して、国営メディアを通じてアサド政権は崩壊したと宣言した。

## 装備
多くはAK-47、DShK、RPG-7といった旧共産圏製の小火器だが、時折FN FALやステアーAUGのような西側製銃器も使用。また小火器以外にも火砲や戦車、対空砲なども保有する。

## 同盟関係
イスラーム過激派として知られるアルカイダとは、協力関係にあるとされる。しかし、2013年9月には、アルカイダ系の武装組織(イスラム戦線)が自由シリア軍の拠点を攻撃するなど、両者は対立しつつある。
ムスリム同胞団と深い関わりがあり、軍の主力はシリアのムスリム同胞団とされる。

## 支援
自由シリア軍は、アメリカ合衆国・トルコ・サウジアラビア・カタールなどから支持を受けている。しかし、イスラエルの友好国たるアメリカから支持を受けているという事実は、多数のシリア国民が自由シリア軍を支持しない理由の一つとなっている。他に、トルコより支援を受けており、戦闘員2000人ほどがトルコで訓練を受けることとなっている。トルコは、シリアで活動しているクルド人勢力に刺激を受けることで、自国内のクルド人の独立運動が活発になるのを警戒しており、クルド人の活躍を目立たなくさせるために自由シリア軍を支援している